# Eleição municipal de Cariacica em 2016
A Eleição municipal de Cariacica em 2016 foi realizada no dia 30 de outubro de 2016 para eleger um prefeito, um vice-prefeito e dezenove vereadores no município de Cariacica, no estado de Espirito Santo, no Brasil
. O prefeito eleito foi o Juninho, do PPS (Partido popular Socialista), com 52,51% dos votos (91.631 votos). A vitória aconteceu no segundo turno disputando com Marcelo Santos, do PMDB (Partido do Movimento Democrático Brasileiro). O vice-prefeito eleito foi Nilson Basilio Teixeira do PSDB.  
A disputa pela vaga de 19 vereadores ocorreu entre 336 candidatos, e os três mais votados foram Joel da Costa, do PMDB; César Lucas, do PV; e Jorjão, do PEN.
 

## Antecedentes
Na Eleição Municipal de Cariacica em 2016, Juninho, do PPS, derrotou o candidato Marcelo Santos do Pmdb no segundo turno. Esse pleito foi marcado por uma disputa acirrada e por uma polêmica devido ao fato de que o candidato Marcelo Santos, teve seu carro atingido por tiros na época de eleição, mais precisamente no dia 18/10/2016, um motociclista armado abordou Marcelo e seu segurança particular em uma tentativa de assalto. Isso gerou diversas acusações sobre Juninho, que segundo muitos eleitores do candidato do PMDB, seria o responsável pelo crime. Juninho se defendeu dizendo que não passava de boatos, ao mesmo tempo que Marcelo Santos negou que essa teria sido uma armação para incriminar Juninho.

## Eleitorado
Em 2016 houve 245 477 eleitores aptos para votar, dentre eles houve 9539 votos em branco, e 15 206 votos nulos. 

## Candidatos
Foram quatro candidatos à prefeitura em 2016: Avelina , Pelo PSB, Juninho, pelo PPS, Marcelo Santos, pelo PMDB, e Marcos Bruno, pelo REDE Sustentabilidade
|  | Candidato(a)   | Vice                    | Partido               | Coligação                                                                                        |
|  | -------------- | ----------------------- | --------------------- | ------------------------------------------------------------------------------------------------ |
|  | Avelina        | Prof. Nilson Teixeira   | PSB                   | Partido Isolado (PSB)                                                                            |
|  | Juninho        | Nilton Basilio Teixeira | PSB                   | "Coligação Força Para Seguir em Frente" (PPS/PSDB/PMN/PR/PHS/PP/PDT/PRTB/PROS/PMB/PV/PEN/PSD/SD) |
|  | Marcelo Santos | Pastor Paulo Cesar      | PMDB                  | "Cariacica Levada A Sério" (PMDB/DEM/PSC/PRP/PTB/PSL/PT do B/PRB)                                |
|  | Marcos Bruno   | Gisele Costa            | REDE Sustentabilidade | "Renova Cariacica" (PT/REDE/PSDC/PTN/PC do B)                                                    |

## Campanha
A campanha realizada pelo prefeito reeleito, Juninho, foi em torno de que precisava mais tempo de sua gestão para dar continuidade aos seus projetos iniciados em 2012,como também a analise das falhas que tiveram para que as mesmas sejam corrigidas. Propôs a informatização das unidades de saúde, criação de vários programas e ampliação do Programa de Saúde da Família (PSF). Outra de suas medidas foi a mudança da equipe da prefeitura. 
Logo após ser eleito declarou em um trio elétrico que segundo suas palavras: "Eu não mandei matar Marcelo Santos". E pediu que o Secretário de segurança achasse rapidamente os responsáveis. Fato esse que segundo o candidato deve grande impacto em sua campanha.

### Pesquisas
Em pesquisa de campanha divulgada pelo Instituto Futura, onde foram entrevistados 600 eleitos de Cariacica, no mês da eleição, em agosto de 2016, apontavam um favoritismo de Marcelo Santos, com chances até de ser eleito no primeiro turno, na pesquisa apontava que o candidato tinha 46,8% dos votos validos, enquanto Juninho ficava em segundo com 31,1%, Marcos Bruno vinha em seguida com 15%, e por ultimo o candidato Adilson Avelina, com 7,2% , quando são desconsiderados indecisos e votos brancos e nulos. 

## Vereadores
Houve 19 vereadores eleitos em Cariacica no ano de 2016, veja na tabela abaixo:
| Candidato                      | Número | Partido | Votos | Porcentagem |
| ------------------------------ | ------ | ------- | ----- | ----------- |
| Joél Costa                     | 15190  | PMDB    | 3.671 | 1,96%       |
| Cesar Lucas                    | 43900  | PV      | 3589  | 1,93%       |
| Jorjão                         | 51000  | PEN     | 3.439 | 1,85%       |
| Sergio Camilo                  | 201000 | PSC     | 3.120 | 1,68%       |
| Leo do I.a.p.i.                | 12222  | PDT     | 2.796 | 1,51%%      |
| Edson Nogueira                 | 15123  | PDT     | 2.685 | 1,41%       |
| Ilma Siqueira                  | 45600  | PSDB    | 2.471 | 1,33%       |
| Edgar dos Esportes             | 33555  | PMN     | 2.443 | 1,33%       |
| Wander Show                    | 44200  | PRP     | 2.275 | 1,23%       |
| Welington Silva                | 28640  | PRTB    | 2.247 | 1,21%       |
| Romildo Humildade E Trabalho   | 11678  | PP      | 2.239 | 1,21%       |
| Celso Andreon                  | 13200  | PT      | 2.186 | 1,18%       |
| Itamar Freire                  | 12789  | PMB     | 2.118 | 1,14%       |
| Amarildo Araujo                | 13123  | PT      | 2.102 | 1,13%       |
| Andre Lopes                    | 13100  | PT      | 2.021 | 1,09%       |
| Renato Machado                 | 27699  | PSDC    | 1.996 | 1,08%       |
| Broinha                        | 33800  | PMN     | 1.880 | 1,01%       |
| Professor Wellinghton (elinho) | 43222  | PV      | 1.686 | 0,91%       |
| Lelo Couto                     | 22300  | PR      | 1.607 | 0,87%       |

| Votos válidos   | Votos válidos   | 255438 | 81,63% |
| Votos nulos     | Votos nulos     | 22073  | 10,54% |
| Votos em branco | Votos em branco | 16376  | 7,82%  |
| --------------- | --------------- | ------ | ------ |